# Imosca
Imosca é um gênero de traça pertencente à família Arctiidae.

## Espécies
- Imosca sugii Kobes 1983